# هیرانای، آئوموری
هیرانای، آئوموری (به لاتین: Hiranai, Aomori) یک منطقهٔ مسکونی در ژاپن است که در Higashitsugaru District واقع شده‌است. هیرانای ۲۱۷٫۰۹ کیلومتر مربع مساحت و ۱۱٬۲۲۲ نفر جمعیت دارد.